# 韓紅

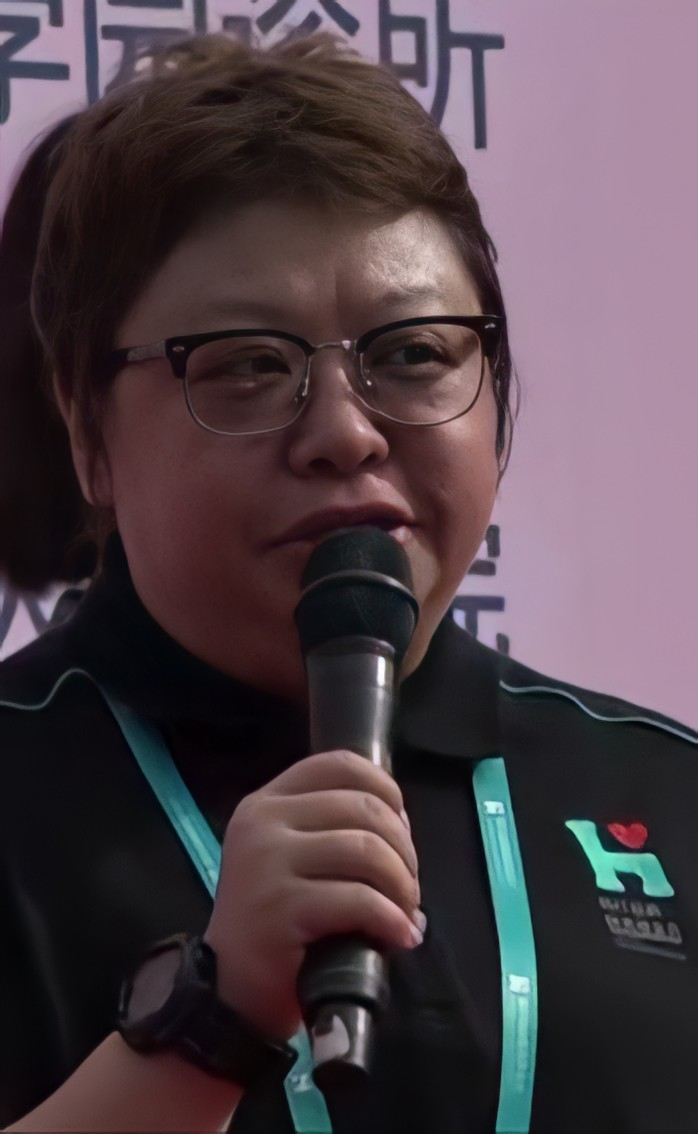
韓紅

韓 紅（かん こう、ハン・ホン、Han Hong、1971年9月26日 - ）は、中華人民共和国の女性軍隊歌手。チベット語名央金卓瑪（ヤンチェンドルマ、Yāngjīn Zhuōmǎ）。A型。少数民族の一つである蔵族（チベット族）出身。チベット自治区チャムド地区チャムド県（昌都）生まれ。父親は漢族の知識青年で、母親はチベット族。
歌手としての活動の他、人民解放軍空軍政治部文工団副団長、中央国家機関青年連合会常任委員、中国人民政治協商会議委員、全国青年連合会常任委員、中華海外連誼会理事も務めている。

## 経歴
- 1980年、故郷を離れて北京に移り、声楽の訓練を開始。
- 1995年、解放軍芸術学院音楽科に入学。李双江に師事し、この頃から作詞・作曲を始める。
- 1998年、初のアルバム「雪域光芒」を発表。一躍人気歌手となる。
- 2003年、中国大陸の「人気ナンバー1女性歌手」および「最優秀女性歌手」に選ばれる。
- 2005年、故郷チベットに敷設される青蔵鉄道をイメージした楽曲「天路」を製作。ミュージックビデオ撮影のため用意した費用の大部分を工事費として寄付している。
- 2008年9月8日、北京パラリンピックの開会式において、香港の人気歌手・俳優のアンディ・ラウとのデュエット曲「和夢一起飛（夢と共に飛ぶ）」を披露した。
- 2009年、人民解放軍空軍政治部歌舞団へ入団、副団長に就任する。

## 特徴
- 卓越した歌唱力と、伸びやかで清涼感のある美声で人気を博している。特に高音の曲を得意とする[要出典]。
- 作詞・作曲はほぼ自らの手で行っており、軽快なポップスの他、チベットの民族音楽の旋律やチベット語を使った独創的な楽曲も多い。
- 元爆風スランプメンバーの日本人ドラマー・ファンキー末吉と親交が深い。
- 解放軍芸術学院の後輩にあたり、同じチベット族出身であるalanと共演したことがある。

## 主要作品
アルバム
- 《雪域光芒》
- 《醒了》
- 《歌唱》
- 《紅》
- 《感動》